# مطار ديبولوج
مطار ديبولوج  (بالإنجليزية: Dipolog Airport)‏ (إياتا: DPL، إيكاو: RPMG) هو مطار عام يخدم مدينة ديبولوج ويشغل المطار هيئة الطيران المدني الفلبينية.